# Тисовец (Львовская область)
Ти́совец (укр. Ти́совець) — село в Козёвской сельской общине Стрыйского района Львовской области Украины.
Население по переписи 2001 года составляло 157 человек. Почтовый индекс — 82631. Телефонный код — 3251.